# 蒂亚戈·蒙泰罗 (赛车运动员)
蒂亚戈·瓦加罗索·达科斯塔·蒙泰罗（葡萄牙語：Tiago Vagaroso da Costa Monteiro，1976年7月24日—），葡萄牙F1赛车手。参加过2005~2006年的比赛，共获得7个积分。

## F1生涯

### 2005
2005年美国大奖赛，7支使用米其林轮胎的车队罢赛，只有3支车队的6辆赛车起跑，其中就包括乔丹车队的蒙泰罗。最终蒙泰罗排在法拉利车队的迈克尔·舒马赫和巴里切罗之后，获得第3名。他在嘘声中登上了领奖台。
在2005年比利时大奖赛中他又获得第8名，总共积7分，排在当年第16位。
蒙泰罗除了2005年巴西大奖赛外，完成了该年度其他所有比赛，打破了先前由迈克尔·舒马赫和巴里切罗保持的，在一个赛季中完成比赛场次最多的纪录。（迈克尔·舒马赫在2002年完成全部17场比赛，巴里切罗在2004年完成18场比赛中的17场，而蒙泰罗完成了19场中的18场。但在2008年尼克·海费尔德在全年18场比赛中全部完赛，平了蒙泰罗的纪录。）

### 2006
2006年蒙泰罗表现不如去年，一分未得。最好成绩是2006年匈牙利大奖赛的第9名。

## 外部連結
- 蒂亚戈·蒙泰罗官方網頁